# Buzzcut Season
"Buzzcut Season" é uma canção gravada pela cantora-compositora neozelandesa Lorde para seu álbum de estúdio de estreia, Pure Heroine (2013). Foi lançada em 29 de setembro de 2013 através da UMG como single promocional do álbum. Composta por Lorde e Joel Little, a canção possui elementos de tropical music e suas letras discutem sobre a "ridícula vida moderna".

## Antecedentes
"Buzzcut Season" foi composta por Lorde (creditada sob seu nome de nascimento Ella Yelich-O'Connor) e Joel Little, no qual também ficou a cargo da produção e mixagem. Semelhante a outras canções do álbum Pure Heroine, "Buzzcut Season" foi gravada no Golden Age Studios em Auckland. Em 23 de setembro de 2013, a faixa foi lançada como um single promocional através de download digital na iTunes Stores pela Universal Music.

## Faixas e formatos
Download digital
1. "Buzzcut Season" — 4:06

## Desempenho nas tabelas musicais
| Tabela musical (2013)                        | Melhor posição |
| -------------------------------------------- | -------------- |
| Austrália (Australian Streaming Tracks)      | 38             |
| Nova Zelândia (NZ National Singles)          | 18             |
| Reino Unido (Official Audio Streaming Chart) | 72             |